# Christian Gastgeber
Christian Gastgeber (* 20. Februar 1970 in Wien) ist ein österreichischer Byzantinist.

## Leben
Nach der Matura an Bundesrealgymnasium Berndorf studierte er Klassische Philologie, Mittel- und Neulatein, Geschichte und Theologie an der Universität Wien. 2001 promovierte Gastgeber sub auspiciis Praesidentis Rei Publicae mit einer dreibändigen Dissertation zur lateinischen Übersetzungsabteilung in der byzantinischen Kaiserkanzlei unter den Dynastien der Komnenen und Angeloi (1081–1204). Bereits davor hatte er begonnen, an der damaligen Byzantinischen Kommission (jetzt Abteilung für Byzanzforschung des Instituts für Mittelalterforschung) der Österreichischen Akademie der Wissenschaften zu arbeiten.
Er beschäftigt sich insbesondere mit der kritischen Edition von griechischen und lateinischen Urkunden und Texten (Patriarchatsregister von Konstantinopel, Latros-Chartular, Osterchronik), Fragen der Kodikologie und Paläographie, aber auch des Fortwirkens des griechischen und byzantinischen Erbes im Humanismus, insbesondere in Mittel- und Osteuropa. Diese Forschungsthemen kombinierte Gastgeber auch in seiner an der Universität Wien vorgelegten Habilitationsschrift im Fach Byzantinistik „Die griechischen Handschriften der Bibliotheca Corviniana der Österreichischen Nationalbibliothek. Provenienz und Rezeption im Griechischhumanismus des frühen 16. Jahrhunderts“ (Wien 2010).
An der Abteilung für Byzanzforschung leitet er den Forschungsbereich „Sprache, Text und Schrift“ und fungiert ebenso als Mitherausgeber des Jahrbuchs der Österreichischen Byzantinistik.